# Begonia verecunda
Espèce
Begonia verecunda est une espèce de plantes de la famille des Begoniaceae.
Elle a été décrite en 2009 par Mark Hughes.